# Moultrie Kelsall
Moultrie Rowe Kelsall (* 24. Oktober 1901 in Bearsden, Schottland; † 12. Februar 1980 in Blairlogie, Schottland) war ein schottischer Fernsehproduzent und Schauspieler mit Charakterrollen in Theater, Film und Fernsehen. Er spielte in den 1950er, 1960er und 1970er Jahren auch in zahlreichen namhaften Kinofilmen, darunter in Ferien wie noch nie, Des Königs Admiral, Die Herberge zur 6. Glückseligkeit, Hinter diesen Mauern oder Licht auf der Piazza.

## Leben und Karriere
Moultrie Rowe Kelsall wurde 1901 in Bearsden, einer Ortschaft in der schottischen Council Area East Dunbartonshire, geboren. Kelsall absolvierte ein Studium an der Glasgow University und engagierte sich bei den Scottish National Players, bevor er seine Schauspielkarriere am Westminster Theatre in London entwickelte. Mit dreißig Jahren akzeptierte er schließlich ein Angebot, den Betrieb des im Sterben liegenden BBC-Radiosenders 2BD in Aberdeen zu übernehmen, und belebte ihn neu. 1937 wurde er dann zum neuen BBC-Fernsehdienst im Alexandra Palace versetzt, wo er rund 20 Shows für das BBC-Fernsehen produzierte. Seine Tätigkeit als Fernsehproduzent endete im Jahre 1948.
1949 gab er zuerst sein Debüt als Schauspieler im Fernsehen in dem Kriminalfilm The Trial of Madeleine Smith. Noch im selben Jahr spielte er unter der Regie von Ken Annakin in dem Kriegsdrama Landfall auch seine erste Rolle auf der großen Leinwand. In den Folgejahrzehnten spielte er zahlreiche markante Charakterrollen in Kino- und TV-Filmen. 1950 sah man ihn in der romantischen Alec-Guinness-Komödie Ferien wie noch nie. 1951 spielte er unter der Regie von Raoul Walsh in dem epischen Abenteuerfilm Des Königs Admiral die Rolle des wettbegeisterten Lt. Crystal an der Seite von Gregory Peck und Robert Beatty. 1955 wurde er in den Abenteuerfilmen Der schwarze Prinz von Henry Levin und Quentin Durward von Regisseur Richard Thorpe besetzt. 1956 spielte er in Ronald Neames Agentenfilm Der Mann, den es nie gab. 1958 erhielt er viel wohlwollende Kritik für seine Darstellung des Dr. Robinson in dem Mark-Robson-Filmdrama Die Herberge zur 6. Glückseligkeit mit Ingrid Bergman, Robert Donat und Curd Jürgens in den Hauptrollen. 1959 sah man ihn in Jack Cardiffs Filmdrama Hinter diesen Mauern mit Van Johnson und Vera Miles. 1962 wirkte er in Guy Greens Literaturverfilmung Licht auf der Piazza in der Rolle des Pfarrers mit. Seit den frühen 1960er Jahren spielte Kelsall dann vermehrt in Fernsehfilmen und Episoden von Fernsehserien mit. 1968 sah man ihn im Kino nochmals unter der Regie von William Friedkin in der Harold Pinter Adaption von The Birthday Party mit Robert Shaw und Patrick Magee. 1970 wurde er noch in den Kinorollen des Vice Admiral Ashurst in Hellboats – Grüße aus der Hölle mit James Franciscus in der Hauptrolle und in der Jerry Lewis Komödie Die Pechvögel mit Sammy Davis Jr. und Peter Lawford als Minister besetzt. 1980 spielte er unter der Regie von Gareth Davies in dem TV-Film An Enemy of the People dann seine letzte Rolle.
In den 1950er Jahren war Kelsall auch gelegentlich als Drehbuchautor aktiv, indem er Theaterstücke für das Fernsehen adaptierte. Im Jahre 1960 wurde er Vorsitzender der Gateway Theatre Company. Moultrie Kelsall verstarb am 12. Februar 1980 im Alter von 78 Jahren in Blairlogie in Schottland.

## Filmografie (Auswahl)

### Kino
- 1949: Landfall
- 1950: Ferien wie noch nie (Last Holiday)
- 1951: The Franchise Affair
- 1951: Des Königs Admiral (Captain Horatio Hornblower)
- 1951: Das Glück kam über Nacht (The Lavender Hill Mob)
- 1951: Die Stunde X (High Treason)
- 1952: You’re Only Young Twice
- 1952: Affair in Monte Carlo
- 1952: The Hour of 13
- 1953: Jonnys neue Heimat (Jonny On The Run)
- 1953: Der Freibeuter (The Master of Ballantrae)
- 1953: Albert R. N.
- 1954: Oller Kahn mit Größenwahn (The Maggie)
- 1954: The Sea Shall Not Have Them
- 1954: Scherereien mit seiner Lordschaft (Trouble in the Glen)
- 1955: Der schwarze Prinz (The Dark Avenger)
- 1955: Quentin Durward (The Adventures of Quentin Durward)
- 1956: Der Mann, den es nie gab (The Man Who Never Was)
- 1956: Jetzt und für alle Zeiten (Now and Forever)
- 1957: The Barretts of Wimpole Street
- 1957: Die Angst hat tausend Namen (Seven Waves Away)
- 1957: Die nackte Wahrheit (The Naked Truth)
- 1958: Kinder der Straße (Violent Playground)
- 1958: Die Herberge zur 6. Glückseligkeit (The Inn of the Sixth Happiness)
- 1959: Hinter diesen Mauern (Beyond this Place)
- 1959: Der Wahlk(r)ampf (Left, right and centre)
- 1959: Brennendes Indien (North West Frontier)
- 1960: Mr. Miller ist kein Killer (The Battle of the Sexes)
- 1961: Greyfriars Bobby (Greyfriars Bobby: The True Story of a Dog)
- 1962: Licht auf der Piazza (Light in the Piazza)
- 1968: The Birthday Party
- 1970: Hellboats – Grüße aus der Hölle (Hell Boats)
- 1970: Die Pechvögel (One More Time)

### Fernsehen
- 1949: The Trial of Madeleine Smith (Fernsehfilm)
- 1957: Dixon of Dock Green (Fernsehserie, 1 Episode)
- 1972: Die 2 (The Persuaders!) (Fernsehserie, 1 Episode)
- 1980: An Enemy of the People (Fernsehfilm)